# Caius Iulius Iullus (tribun consulaire en -408)
Pour les articles homonymes, voir Caius Iulius Iullus et Iulius Iullus.
Caius Iulius Iullus est un homme politique de la République romaine, tribun militaire à pouvoir consulaire en 408 et 405 av. J.-C. et censeur en 393 av. J.-C.

## Famille
Il est membre des Iulii Iulli, branche de la gens Iulia. Tite-Live donne le cognomen Tullus ou Tullius,. Il est le frère de Lucius Iulius Iullus, tribun consulaire en 403 av. J.-C., le fils d'un Spurius Iulius et le petit-fils de Vopiscus Iulius Iullus, consul en 473 av. J.-C. Son nom complet est Caius Iulius Sp.f. Vopisci n. Iullus

## Biographie

### Premier tribunat consulaire (408)
En 408 av. J.-C., Iullus est élu tribun consulaire avec deux autres collègues patriciens également, Caius Servilius Structus Ahala et Publius Cornelius Cossus, après cinq années successives où ce sont des consuls qui ont été élus. L'élection de tribuns consulaires en 408 inaugure une période où cette magistrature est utilisée plus régulièrement et où le nombre de tribuns élus chaque année augmente progressivement. Caius Servilius Ahala nomme Publius Cornelius Rutilus Cossus dictateur pour mener à bien une campagne militaire contre les Èques et les Volsques, malgré l'opposition de Iullus et de son collègue et des vifs débats qui s'ensuivent,. Une fois dictateur, Publius Cornelius prend Ahala comme maître de cavalerie. Après avoir remporté plusieurs victoires sur les Èques et les Volsques, le dictateur et son maître de cavalerie reviennent à Rome et abdiquent.

### Second tribunat consulaire (405)
Iullus est élu de nouveau tribun consulaire en 405 av. J.-C. avec Lucius Furius Medullinus, Manius Aemilius Mamercinus, Aulus Manlius Vulso Capitolinus, Quintus Quinctius Cincinnatus et Titus Quinctius Capitolinus Barbatus pour collègues. Les tribuns doivent se répartir sur les différents fronts, Rome étant alors en guerre contre les Étrusques de Véies au nord et contre les Volsques au sud. Les troupes romaines débutent le siège de Véies qui va durer dix ans selon la tradition,.

### Censure (393)
Iullus devient censeur en 393 av. J.-C. avec Lucius Papirius Cursor pour collègue. Les censeurs nomment Lucius Lucretius Tricipitinus Flavus Princeps Senatus. Iullus meurt au cours de son mandat, en 391 av. J.-C., peut-être des suites de la famine et de la peste qui se sont répandues sur le territoire romain, après une période de sécheresses et de fortes chaleurs. Il est remplacé par le censor suffectus Marcus Cornelius Maluginensis. C'est durant ce lustrum que Rome est mise à sac par les Sénons de Brennus, conduisant les Romains à remettre en question ces substitutions. Ils établissent comme règle que lorsqu'un des deux censeurs meurt durant son mandat, l'autre doit abdiquer,.